# Замок у Вербці-Мурованій
Замок у Вербці-Мурованій - фортифікаційна споруда, що існувала, ймовірно, у XVII ст., розташовувалась у містечку Вербка-Мурована (нині село у Ярмолинецькому районі Хмельницької області).

## Історія
Першим, хто здійснив дослідження пізньосередньовічного земляного укріплення у с. Вербка-Мурована став Сергій Шпаковський, у 2013 р.

### Розташування замчища
Земляне укріплення знаходиться у південній околиці села і займає пануючий пагорб-мис на лівому березі р. Ушиця. Місцеве населення називає його "Турецькою Шапкою".
"Плато мису оточене ескарпованими валами з північного-сходу (168 м.), північного-заходу (157 м.) та південного-заходу (169 м.). З південного-заходу замчище захищене валом та ровом, що на сьогодні занівельований  сільською вулицею. Південний відрізок має довжину 101 м, північний, який продовжується за 40 м. після залому в глиб мису - бл. 75 м. Частину об'єкту перекривають  3 сучасні садиби, інша територія під городами."

#### Цікавий факт
У куті між північно-східними та північно-західними схилами мису збереглися залишки квадратного укріплення розмірами приблизно 60х60 м.. За свідченнями мешканки села, там розташовувалась мурована споруда, яку називали "Турецький магазин"... Також існує здогадка, що через підземні склепи цього приміщення був прокладений шлях до Зінькова.
Варто відзначити, що поряд із селищем пролягав Кучманський шлях, що також дає підстави припустити, що земляне замчище все-таки існувало.